# Luiz Bueno

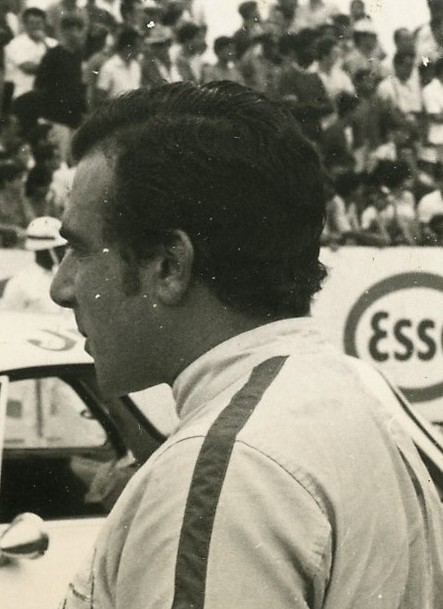
Luiz Bueno in 1967

Luiz Pereira Bueno (São Paulo, 16 januari 1937 - 8 februari 2011) was een Formule 1-coureur uit Brazilië. Hij reed 1 Grand Prix; de Grand Prix van Brazilië van 1973 voor het team Surtees. Hij scoorde geen punten. Hij heeft ook deelgenomen aan verschillende non-kampioenschap Formula One races.
Bueno is gestorven aan kanker, 74 jaar oud.